# NGC 5769
NGC 5769 is een elliptisch sterrenstelsel in het sterrenbeeld Ossenhoeder. Het hemelobject werd op 27 april 1881 ontdekt door de Amerikaanse astronoom Edward Singleton Holden.

## Synoniemen
- MCG 1-38-8
- ZWG 48.47
- ARAK 462
- NPM1G +08.0377
- PGC 53145